# Nóvaia Raigorodka
Nóvaia Raigorodka - Новая Райгородка (rus) - és un poble (un khútor) de l'óblast de Bélgorod, a Rússia. El 2010 tenia 18 habitants. Pertany al districte (raion) de Rovenkí.